# Confederació Sindical Internacional

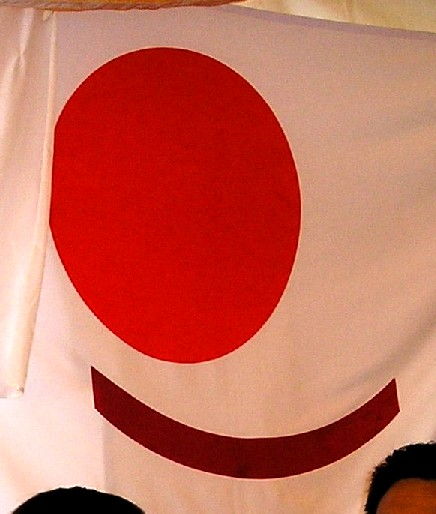
Bandera amb símbol de la CSI.

La Confederació Sindical Internacional (CSI, en anglès ITUC-International Trade Union Confederation) és la central sindical més gran del món. Va ser creada l'1 de novembre de 2006, a partir de la fusió de la Confederació Internacional d'Organitzacions Sindicals Lliures (CIOSL) i de la Confederació Mundial del Treball (CMT).
El congrés fundacional de la CSI es va portar a terme a Viena, i va ser precedit pels congressos dissolutius de la CIOSL i la CMT, portats a terme el 31 d'octubre de 2006.
El CSI agrupa totes les organitzacions anteriorment afiliades a la CIOSL i a la CMT, juntament amb altres vuit federacions sindicals nacionals, que pertanyen, per primera vegada, a una organització sindical mundial. S'espera l'ingrés a aquest grup de la Confederació General del Treball de França i de la Central de Treballadors de l'Argentina. La Federació Sindical Mundial FSM, en anglès WFTU-World Federation of Trade Unions), que abans de la fundació del CSI era la tercera central sindical més gran del món, continuarà independent.
Les organitzacions regionals de la CIOSL i la CMT van dissoldre's al transcurs de 2007 per fer pas a nous sindicats i federacions nacionals.
La Confederació Sindical Internacional representa a prop de 168 milions de treballadors, afiliats a 307 organitzacions en 154 països, i té la seu a Brussel·les, Bèlgica. Els sindicats de l'estat espanyol que en són membres són: CCOO, UGT, USO i el sindicat basc ELA). De l'estat francès en són membres els sindicats següents: CFDT, CFTC, FO, i CGT (excepte, en aquest cas, algunes federacions nacionals i alguna unió depertamental que estan adherides a la internacional FSM).